# Suhoi Su-12
Suhoi Su-12 a fost un prototip de avion de observație a artileriei și de recunoaștere sovietic.

## Dezvoltare
Prototipul Su-12 a zburat pe 26 august 1947 cu F. D. Fikson la control. Programul de test de zbor a fost terminat pe 30 octombrie.
Su-12 a terminat cu succes testele guvernamentale în septembrie 1949 și a fost reînceput pentru producție. Datorită lipsei capacității de producție în Uniunea Sovietică, în octombrie 1949 a fost propus să fie construit un avion în Cehoslovacia. Totuși, aplicația pentru producție a fost refuzată, citând eșecul de a se potrivi specificațiilor de performanță.